# پسماند مغناطیسی

مدل تئوری مغناطش m، در برابر میدان مغناطیسی h. با شروع از مبدأ نمودار صعودی نشاندهنده منحنی مغناطش اولیه است. نمودار نزولی پس از اشباع، به همراه منحنی بازگشت پایین، حلقه اصلی را شکل می‌دهند. نمادهای h_{c} و m_{rs} نشاندهنده وادرندگی و پسماند مغناطیسی هستند.

پسماند مغناطیسی (انگلیسی: Magnetic hysteresis) زمانی اتفاق می‌افتد که یک میدان مغناطیسی خارجی به فرومغناطیسهایی مانند آهن اعمال شود و دوقطبیهای اتمی خود را با آن هماهنگ کنند. حتی زمانی که میدان حذف شود، بخشی از تراز باقی می‌ماند: مواد مغناطیسی شده‌اند. هنگامی که آهنربا مغناطیسی شد، آهنربا به‌طور نامحدود مغناطیسی باقی می‌ماند. برای مغناطیس زدایی نیاز به گرما یا میدان مغناطیسی در جهت مخالف دارد. این اثری است که عنصر حافظه را در هارد دیسک فراهم می‌کند.
در مواد فرو مغناطیس، رابطه بین شدت میدان (H) و مغناطش (M) به صورت خطی نیست. در صورت خنثی کردن خاصیت مغناطیسی یک آهنربا (H=M=۰) و رسم رابطه بین H و M برای سطوح افزایشی شدت میدان، مقادیر M از منحنی مغناطش اولیه پیروی خواهد کرد. این منحنی در ابتدا با سرعت زیادی افزایش می‌یابد و سپس به مجانبی با عنوان اشباع مغناطیسی نزدیک می‌شود. اگر در این وضعیت، میدان مغناطیسی به صورت یکنواخت کاهش یابد، M مسیر منحنی دیگری را دنبال خواهد کرد. در شدت میدان صفر، فاصله مغناطش با مرکز مختصات بیانگر میزان «پسماند» (Remanence) خواهد بود. در صورتی که رابطه بین H و M برای تمام مقادیر شدت مغناطیسی حاصل از میدان مغناطیسی اعمال شده رسم شود، یک حلقه هیسترزیس به نام حلقه اصلی به دست می‌آید. عرض بخش میانی در امتداد محور H دو برابر وادارندگی مغناطیسی ماده است.
نگاهی دقیق تر به منحنی مغناطیسی به‌طور کلی مجموعه ای از پرش‌های کوچک و تصادفی را در مغناطش نشان می‌دهد که اثر بارکهاوزن (Barkhausen Effect) نامیده می‌شوند. این اثر به دلیل عیوب کریستالی مانند نابجایی است.

اثر بارکهاوزن در منحنی مغناطش

حلقه‌های هیسترزیس مغناطیسی، تنها مختص به مواد دارای ساختار فرو مغناطیس نیستند. ساختارهای مغناطیسی دیگر نظیر ساختار «شیشه اسپینی» (Spin Glass) نیز چنین پدیده‌ای را از خود به نمایش می‌گذارند.

## منشأ فیزیکی
پدیده پسماند مغناطیسی در مواد فرو مغناطیس، به دو دلیل رخ می‌دهد: الف) دَوَران مغناطش و ب) تغییر اندازه یا تعداد حوزه‌های مغناطیسی. به‌طور کلی، مغناطش در راستای جهت‌گیری یک آهنربا تغییر می‌کند و به مقدار آن بستگی ندارد. با این وجود، در آهنرباهای نسبتاً کوچک این اتفاق رخ نمی‌دهد. در این‌گونه آهنرباهای اصطلاحاً تک حوزه‌ای، واکنش مغناطش به یک میدان مغناطیسی از طریق دَوَران ظاهر می‌شود. آهنرباهای تک حوزه‌ای در مواردی مورد استفاده قرار می‌گیرند که به یک مغناطش قوی و پایدار نیاز باشد (مانند دیسک مغناطیسی).
آهنرباهای بزرگ‌تر به نواحی کوچک‌تری تقسیم می‌شوند که به آن‌ها حوزه می‌گویند. در سراسر هر حوزه، تغییری در میزان مغناطش رخ نمی‌دهد. با این وجود، دیواره‌های مغناطیسی نسبتاً نازکی در فاصله بین حوزه‌ها وجود دارند که مغناطش در آن‌ها از راستای یک حوزه به راستای حوزه دیگر دوران می‌کند. در صورت تغییر میدان مغناطیسی، دیواره‌ها جابجا می‌شوند و اندازه نسبی حوزه‌ها را تغییر می‌دهند. به دلیل یکسان نبودن جهت‌گیری میدان مغناطیسی در تمام حوزه‌ها، گشتاور مغناطیسی بر واحد حجم در آهنرباهای چندحوزه‌ای کوچک‌تر از گشتاور مغناطیسی بر واحد حجم در آهنرباهای تک حوزه‌ای است. از آنجایی که تنها دوران بخش کوچکی از مغناطش در محدوده دیواره حوزه‌ها قرار می‌گیرد، تغییر گشتاور مغناطیسی در آهنرباهای بزرگ کار ساده‌تری خواهد بود. علاوه بر این، مغناطش با افزایش یا کاهش حوزه‌ها(هسته زایی و هسته زدایی) نیز قابل تغییر است.

## اندازه‌گیری
پسماند مغناطیسی را می‌توان به روش‌های مختلفی اندازه‌گیری کرد. به‌طور کلی، ماده مغناطیسی در یک میدان H اعمال شده متغیر قرار می‌گیرد، همان‌طور که توسط یک آهنربا الکتریسیته القا می‌شود، و چگالی شار میدان مغناطیسی حاصل (میدان B) اندازه‌گیری می‌شود، به‌طور کلی توسط نیروی الکتروموتور القایی وارد شده بر روی یک سیم پیچ پیکاپ در نزدیکی نمونه. این منحنی مشخصه B-H را ایجاد می‌کند. از آنجایی که پسماند مغناطیسی اثر حافظه ای ماده مغناطیسی را نشان می‌دهد، شکل منحنی B-H به تاریخچه تغییرات H بستگی دارد.
متناوباً، پسماند را می‌توان به عنوان مغناطش M در جای B ترسیم کرد و منحنی M-H را به دست داد. این دو منحنی با هم ارتباط مستقیم دارند . {\displaystyle B=\mu _{0}(H+M)}
با توجه به نحوه قرارگیری مواد مغناطیسی در مدار مغناطیسی، اندازه‌گیری ممکن است مدار بسته یا مدار باز باشد.
- در روش‌های اندازه‌گیری مدار باز (مانند مغناطیس‌سنج نمونه ارتعاشی)، نمونه در فضای آزاد بین دو قطب آهن‌ربای الکتریکی معلق می‌شود. به همین دلیل، میدان مغناطیسی‌زدایی ایجاد می‌شود و میدان H درون ماده مغناطیسی با H اعمال‌شده متفاوت است. منحنی B-H طبیعی را می‌توان پس از اصلاح اثر مغناطیسی‌زدایی به‌دست‌آورد.
- در اندازه‌گیری‌های مدار بسته (مانند هیسترزیگراف)، وجه‌های صاف نمونه مستقیماً روی قطب‌های آهن‌ربای الکتریکی فشرده می‌شوند. از آنجایی که وجوه قطب‌ها بسیار نفوذپذیر هستند، میدان مغناطیسی زدایی را حذف می‌کند و بنابراین میدان H داخلی با میدان H اعمال شده برابر است.

با مواد مغناطیسی سخت (مانند آهنرباهای نئودیمیم متخلخل)، فرایند دقیق میکروسکوپی معکوس مغناطیسی بستگی به این دارد که آیا آهنربا در یک مدار باز یا مدار بسته قرار دارد، زیرا محیط مغناطیسی اطراف آهنربا بر برهمکنش بین حوزه‌ها در یک آهنربا تأثیر می‌گذارد. راهی که نمی‌توان آن را به‌طور کامل توسط یک عامل مغناطیس زدایی ساده به دست آورد.

## مدل‌ها
معروف‌ترین مدل‌های تجربی در زمینه مطالعه پسماند مغناطیسی، مدل‌های پریزاک و جیلز-آترتون هستند. موارد شاره شده امکان مدل‌سازی دقیق حلقه هیسترزیس را فراهم می‌کنند و به‌طور گسترده در صنایع مربوط مورد استفاده قرار می‌گیرند.
با این وجود، این مدل‌ها رابطه پسماند مغناطیسی با عوامل ترمودینامیکی را نادیده می‌گیرند و دستیابی به پایستگی انرژی را تضمین نمی‌کنند. جدیدترین مدل‌های ارائه شده برای پسماند، بر اساس فرمول‌بندی‌های ترمودینامیکی توسعه یافته‌اند. به عنوان مثال، مدل «VINCH» از قوانین سخت‌شوندگی سینماتیکی و ترمودینامیک فرآیندهای برگشت‌ناپذیر الهام گرفته‌است. این مدل علاوه بر ارائه یک مدل‌سازی دقیق، مقادیر انرژی مغناطیسی ذخیره شده و انرژی اتلاف شده در هر زمان دلخواه را نیز مشخص می‌کند. فرمول‌بندی افزایشی به دست آمده در مدل VINCH دارای متغیرهای سازگار است (تمام متغیرهای داخلی از کمینه‌سازی پتانسیل ترمودینامیکی پیروی می‌کنند). با استفاده از این ویژگی می‌توان به سادگی یک مدل برداری را ایجاد کرد؛ در صورتی که مدل‌های پریزاک و جیلز-آترتون اسکالر هستند.
مدل Stoner-Wohlfarth یک مدل فیزیکی است که پسماند را از نظر پاسخ ناهمسانگرد توضیح می‌دهد (محورهای «آسان» / «سخت» هر دانه کریستالی).
شبیه‌سازی‌های میکرومغناطیسی تلاش می‌کنند تا جنبه‌های مکانی و زمانی حوزه‌های مغناطیسی متقابل را به تصویر بکشند و توضیح دهند که اغلب بر اساس معادله لاندو-لیفشیتز-گیلبرت است.
مدل‌های اسباب‌بازی مانند مدل آیزینگ می‌توانند به توضیح جنبه‌های کیفی و ترمودینامیکی پسماند (مانند انتقال فاز نقطه کوری به رفتار پارامغناطیس) کمک کنند، اگرچه برای توصیف آهن‌رباهای واقعی استفاده نمی‌شوند.

## کاربردها
پدیده پسماند مغناطیسی در مواد فرو مغناطیس کاربردهای بسیار متنوعی دارد. در بسیاری از موارد، قابلیت‌های این پدیده برای ذخیره حافظه‌های به کار رفته در وسایلی نظیر نوارهای مغناطیسی، هارد درایوها و کارت‌های اعتباری به کار گرفته می‌شوند. استفاده آهنرباهای سخت با وادارندگی بالا (مانند آهن) برای چنین کاربردهایی مناسب‌تر است؛ زیرا حافظه ایجاد شده بر روی این مواد به سادگی پاک نمی‌شود.
آهن دارای وادارندگی پایین (از نظر مغناطیسی نرم)، برای هسته آهنرباهای الکتریکی مورد استفاده قرار می‌گیرد. وادارندگی پایین این مواد، میزان اتلاف انرژی مرتبط با پدیده پسماند را کاهش می‌دهد. از این‌رو، به دلیل اتلاف کمتر انرژی در حلقه هیسترزیس، از آهن نرم در هسته‌های ترانسفورماتورها و آهنرباهای الکتریکی استفاده می‌شود.
همچنین موادی مثل میله‌های نیکل-آهن نرم در میرایی حرکت زاویه‌ای ماهواره‌ها در مدار پایین زمین از آغاز عصر فضا استفاده شده‌است.